# Veronika Korsunova
Veronika Aleksandrovna Korsunova (in russo Вероника Александровна Корсунова?; Taganrog, 20 aprile 1992) è una sciatrice freestyle russa, specialista dei salti.

## Biografia
In Coppa del Mondo ha esordito il 15 gennaio 2012 a Mont Gabriel (10ª) e ha ottenuto il primo podio il 30 gennaio 2015 a Lake Placid (2ª).
In carriera ha partecipato a un'edizione dei Giochi olimpici invernali, Soči 2014 (11ª nei salti), e a due dei Campionati mondiali, vincendo la medaglia d'argento nei salti a Voss-Myrkdalen 2013.

## Palmarès

### Mondiali
- 1 medaglia:
  - 1 argento (salti a Voss-Myrkdalen 2013)

### Coppa del Mondo
- Miglior piazzamento in classifica generale: 15ª nel 2015
- 3 podi:
  - 2 secondi posti
  - 1 terso posto

### Campionati russi
- 2 medaglie[2]:
  - 1 oro (salti nel 2012)
  - 1 argento (salti nel 2014)